# Уитман, Кристина Тодд
Кристина Тодд Уитман (англ. Christine Todd Whitman, род. 26 сентября 1946) — американский политический и государственный деятель и писатель, с 1994 по 2001 год 50-й губернатор штата Нью-Джерси, с 2001 по 2003 год — глава Агентства по охране окружающей среды при администрации президента Джорджа Бушa-младшего.

## Детство
Уитман родилась и выросла в округе Хантердон, Нью-Джерси, Нью-Йорк. Мать — Элеонора Прентис Тодд (урождённая Шли), отец — Вебстер В. Тодд. Оба были ярыми республиканцами. Кристина училась в Far Hills Country Day School и The Chapin School в Манхеттене. Окончила колледж Уитман в 1968 году, получив степень бакалавра искусств в правительстве. После окончания учёбы она работала в президентской кампании Нельсона Рокфеллера.
Уитман является потомком двух политических семей Нью-Джерси, Тоддсов и Шлейев, и связанные браком с политически активными нью-йоркскими Уитманами. Она состоит в браке с Джоном Уитманом, частным инвестором. У них двое детей. Она является внучкой бывшего губернатора Нью-Йорка Чарльза Уитмана. Её дед по материнской линии, Рива Шлей, был членом тайного общества «Голова волка» в Йеле и вице-президентом банка «Чейз», хотя он был единственным вице-президентом. Он также был давним президентом Русско-американской торговой палаты.

## Карьера
С 1988 по 1990 год она занимала должность председателя совета коммунального хозяйства Нью-Джерси. Уитман была назначена Джорджем Бушем в качестве главы агентства по охране окружающей среды 31 января 2001 года. Освобождена от занимаемой должности 27 июня 2003 года после того, как Генеральный прокурор обвинил Уитман в том, что после терактов 11 сентября она намерено разрешила людям вернутся в свои дома и офисы, прилегавшие к Всемирному торговому центру. Тем самым она подвергла их жизнь и здоровье опасности.
В декабре 2007 года началось судебное разбирательство по делу Уитман, в апреле 2008 года суд её оправдал.
В 2022 Кристина Уитман стало сопредседателями новой «третьей» партии под названием Forward (вместе с бывшим кандидатом в президенты от демократов Эндрю Яном).